# 1922年ソビエト連邦ソビエト大会代議員選挙
1922年ソビエト連邦ソビエト大会代議員選挙（1922ねんソビエトれんぽうソビエトたいかいだいぎいんせんきょ、ロシア語: 1922 г. Выборы в Всесоюзный съезд Советов）は、1922年12月30日にソビエト連邦で行われたソビエト大会代議員の選挙である。

## 概要
ソビエト大会は、ロシア内戦の主要な敵対行為が終結し、圧倒的な数の白軍が敗北した後に招集された。その結果、ボリシェヴィキの自治軍を一つの国家と政府に統合する必要が生じ、そのために全ソヴィエト大会を招集し、そこではすべてのソビエトの労働者と兵士の代表がソビエト連邦の結成に関する条約に署名することが決定された。

## 選挙データ

### 投票日
- 1922年12月30日

### 改選数
- 2,214

### 選挙制度

#### 選挙権・被選挙権
- 次に規定する満18歳以上の男女[注 1]

1. 生産的で社会に有用な労働によって生計手段を獲得したすべての者、および前者が生産的な仕事をすることを可能にする家事に従事する者、すなわち工業、貿易、農業等に従事するすべての階級の労働者および被雇用者、並びに利益を上げる目的で援助を雇わない農民およびコサックの農業労働者。
2. ソビエトの陸海軍の兵士。
3. 前2つのカテゴリーに属する国民で、何らかの程度で労働能力を失った者。

## 選挙結果

### 党派別獲得議席
|                       |                                |           |
| 党派                  | 党派                           | 獲得 議席 |
|                       | ロシア共産党（ボリシェヴィキ） | 2,082     |
|                       | ポアレ・シオン                 | 2         |
|                       | ジョージア社会主義連邦革命党   | 2         |
|                       | アナキズム                     | 1         |
|                       | 無所属                         | 127       |
| 総計                  | 総計                           | 2,214     |
| 出典：Nohlen & Stöver |                                |           |